# Предајна
Предајна (слч. Predajná) насељено је мјесто са административним статусом сеоске општине (слч. obec) у округу Брезно, у Банскобистричком крају, Словачка Република.

## Становништво
| Година:    | 1994. | 2004.   | 2014.   | 2024.   |
| ---------- | ----- | ------- | ------- | ------- |
| Број људи: | 1272  | 1384    | 1338    | 1265    |
| Разлика:   |       | +8,80 % | -3,32 % | -5,45 % |

| Година:    | 2023. | 2024.   |
| ---------- | ----- | ------- |
| Број људи: | 1291  | 1265    |
| Разлика:   |       | -2,01 % |

Према подацима о броју становника из 2011. године насеље је имало 1.354 становника.